# Frédéric Fabrège
Frédéric Fabrège, né à Montpellier en 1841, mort en 1915, est un avocat et historien français.
Il est inhumé à l'intérieur de la Cathédrale Saint-Pierre-et-Saint-Paul de Villeneuve-lès-Maguelone.

## Biographie
Frédéric Louis Joseph Fabrège naît à Montpellier  le 15 septembre 1841. Il est le fils de Jacques Bonaventure Frédéric Fabrège (1804-1883) et de Marie Joséphine Anne Reynes (1817-1873. D'abord avocat, il consacre ensuite sa fortune à la restauration de la Cathédrale Saint-Pierre-et-Saint-Paul de Villeneuve-lès-Maguelone, sur le domaine acquis par son père en 1852. La cathédrale était désaffectée depuis le XVIe siècle. Il meurt le 15 avril 1915,.

## Décorations
- Officier de la Légion d'honneur, le 13 juillet 1908.
- Chevalier de la Légion d'honneur, le 31 décembre 1895.

## Publications
- L'Université de Montpellier, impr. de Roumégous et Déhan, 1911
- Histoire de Maguelone, Paris, A. Picard et fils, 1894-1911 ; comprend :  Tome 1er. La cité, les évêques, les comtes. - Paris, A. Picard et fils, 1894, in-4° ; Tome II. - 1900 ; Tome III. - 1911 - Prix Marcelin Guérin de l’Académie française en 1914.

### Fonds d'archives
- Fonds Frédéric Fabrège (1635-1966) [5 ml].  Cote : 18 F. Montpellier : Archives départementales de l'Hérault (présentation en ligne).